# Anthony Cronin
Anthony Cronin (Enniscorthy, Condado de Wexford; 28 de diciembre de 1923-Dublín, 28 de diciembre de 2016) fue un poeta irlandés. Recibió el Premio Marten Toonder en 1983 por su contribución a la literatura irlandesa.
Fue uno de los fundadores de Aosdána (1981), la academia irlandesa de artes y letras, y fue elegido Saoi (sabio) de Aosdána en 2003. 

## Obra

### Poesía
- Poems (London, Cresset, 1958);
- Collected Poems, 1950-73 (Dublin, New Writers Press, 1973);
- Reductionist Poem (Dublin, Raven Arts Press, 1980);
- 41 Sonnet Poems (Raven Arts Press, 1982);
- RMS Titanic (Raven Arts Press, 1981);
- New and Selected Poems (Raven Arts Press/Manchester, Carcanet, 1982);
- The End of the Modern World (1989);
- Relationships (Dublin, New Island Press, 1992);
- Minotaur (New Island Books, 1999).

### Novela
- The Life of Riley (Knopf, 1964).

### Crítica literaria
- No Laughing Matter: The Life and Times of Flann O'Brien (Brian O'Nolan). New Island Books, 2003. ISBN 1-904301-37-1
- A Question of Modernity, Secker & Warburg, 1966; colección de críticas de Cronin.
- Ha publicado ensayos en las revistas: Envoy, The Bell, Time and Tide, Nimbus, X y el Irish Independent, entre otros.

### Memorias
- Dead as Doornails (Dublin, Dolmen Press, 1976)
- Ensayos sobre Patrick Swift: Patrick Swift 1927-83, Gandon Editions, 1993; IMMA 1993 Patrick Swift Retrospective Catalogue.

### Biografía
- Samuel Beckett: The Last Modernist (HarperCollins, 1996)

### Editor
- Revista The Bell, 1951-2
- Revista Time and Tide, editor literario a mediados de los años 1950
- También editó New Poems 1960 con Terence Tiller y Jon Silkin.